# 新潟県道208号小揚猿沢線
新潟県道208号小揚猿沢線（にいがたけんどう208ごう こあげさるさわせん）は、新潟県村上市内を通る一般県道である。

## 概要

### 路線データ
- 起点：新潟県村上市小揚字火打板
- 終点：新潟県村上市猿沢字下ヤチ（国道7号交点）

## 地理

### 通過する自治体
- 新潟県村上市

### 接続する道路
- 村上市道（起点：村上市小揚字火打板、「小揚集落開発センター」南東）
- 新潟県道349号鶴岡村上線（新開交差点）
- 新潟県道205号高根村上線（村上市下新保 - 村上市岩沢で重複）
- 日本海東北自動車道（朝日まほろばIC）
- 国道7号（鵜渡路バイパス）（終点：猿沢交差点）

### 周辺
- 村上市役所 朝日支所（旧・朝日村役場）
- 村上市立朝日中学校
- 村上市立猿沢小学校
- JAにいがた岩船 朝日支店
- 朝日郵便局
- 越後猿沢郵便局
- 三面川
- 道の駅朝日